# Quasi-księżyc
Quasi-księżyc, quasi-satelita – obiekt koorbitalny, który pozostaje w pobliżu większego ciała niebieskiego (np. planety) okrążającego ten sam obiekt centralny (np. gwiazdę) w ciągu wielu okrążeń, ale nie jest związany grawitacyjnie z tym ciałem. Jest to specyficzny przypadek obiektu pozostającego w rezonansie orbitalnym 1:1 z większym ciałem.

## Mechanika

Diagram orbity quasi-satelity

W Układzie Słonecznym znane są małe ciała, które krążą po orbitach wokół Słońca, ale nie oddalają się od planet (bądź dużych planetoid). Takie ciało ma okres orbitalny równy okresowi obiegu planety wokół Słońca, ale inny (generalnie większy) mimośród orbity. Kiedy quasi-satelita o orbicie bardziej ekscentrycznej niż planeta jest dalej od Słońca niż ona, w pobliżu aphelium, zgodnie z drugim prawem Keplera porusza się wolniej, przez co w układzie odniesienia związanym z planetą porusza się w przeciwną stronę. Z kolei bliżej peryhelium jest bliżej Słońca niż planeta, porusza się szybciej i wyprzedza planetę; w efekcie wydaje się krążyć wokół niej, jakby był księżycem obiegającym ją ruchem wstecznym. Trajektoria ruchu nie jest jednak krzywą zamkniętą, a quasi-satelita okrąża planetę poza granicą jej strefy Hilla (strefy dominacji grawitacyjnej), przez co nie może być uznany za prawdziwego satelitę. Przyciąganie planety wpływa jednak na ruch quasi-księżyca, przez pewien czas nie pozwalając mu zanadto zmienić orbity i zdryfować dalej od planety, jak również za blisko niej. Niektóre obiekty, zależnie od parametrów orbity, mogą zmieniać charakter swojego ruchu względem planety, przechodząc z orbit quasi-satelitarnych na orbity o kształcie podkowy i na odwrót.

## Znane obiekty
Najbardziej stabilnym znanym quasi-satelitą Ziemi jest planetoida 2016 HO3, która znajduje się od 38 do 100 razy dalej od Ziemi niż Księżyc. Planetoida ta towarzyszy naszej planecie od początku XX wieku i przewiduje się, że pozostanie na podobnej orbicie przez następne kilka stuleci. Znanych jest więcej quasi-księżyców Ziemi: 2004 GU9, 2006 FV35, 2013 LX28 i 2014 OL339.
W 2014 roku było znanych sześć quasi-księżyców Jowisza, obserwowano także quasi-satelity towarzyszące Saturnowi, Neptunowi, Wenus, Plutonowi, Ceres i Weście. Stabilność „orbit” quasi-satelitarnych rośnie wraz z odległością od Słońca, teoretycznie obiekty towarzyszące Uranowi i Neptunowi mogą być quasi-satelitami przez czas porównywalny do czasu istnienia Układu Słonecznego (~4,5 mld lat).
Największym znanym obiektem pozostającym w relacji quasi-satelitarnej z planetą jest 2007 RW10, quasi-księżyc Neptuna o średnicy ok. 250 km.
Pod koniec lat 80. XX wieku uczeni ze Związku Radzieckiego umieścili sondę Fobos 2 na orbicie wokół Marsa, quasi-satelitarnej względem jego księżyca Fobosa. Misja zakończyła się niepowodzeniem z powodu awarii komputera pokładowego.